# Biathlon-Juniorenweltmeisterschaften 2017
Die Biathlon-Juniorenweltmeisterschaften 2017 (offiziell: IBU Youth/Junior World Championships Biathlon 2017) fanden vom 22. Februar 2017 bis 28. Februar 2017 im slowakischen Brezno-Osrblie statt.

## Medaillenspiegel
| Platz | Land        |   |   |   |    |
| ----- | ----------- | - | - | - | -- |
| 01    | Russland    | 5 | 4 | 2 | 11 |
| 02    | Norwegen    | 3 | 4 | 2 | 9  |
| 03    | Italien     | 3 | 2 | 3 | 8  |
| 04    | Frankreich  | 3 | 1 | 1 | 5  |
| 05    | Kanada      | 2 |   |   | 2  |
| 06    | Deutschland |   | 2 | 4 | 6  |
| 07    | Österreich  |   | 2 |   | 2  |
| 08    | Ukraine     |   | 1 |   | 1  |
| 09    | Belarus     |   |   | 2 | 2  |
| 10    | Kasachstan  |   |   | 1 | 1  |
| 10    | Schweden    |   |   | 1 | 1  |

## Zeitplan
| Datum       | Frauen  | Frauen                         | Männer  | Männer                        |
| Datum       | Uhrzeit | Wettbewerb                     | Uhrzeit | Wettbewerb                    |
| ----------- | ------- | ------------------------------ | ------- | ----------------------------- |
| 22. Februar | 14:00   | Einzel Jugend (10 km)          | 11:00   | Einzel Jugend (12,5 km)       |
| 23. Februar | 14:30   | Einzel Juniorinnen (12,5 km)   | 11:30   | Einzel Junioren (15 km)       |
| 24. Februar | 14:00   | Sprint Jugend (6 km)           | 11:00   | Sprint Jugend (7,5 km)        |
| 25. Februar | 14:00   | Sprint Juniorinnen (7,5 km)    | 11:00   | Sprint Junioren (10 km)       |
| 26. Februar | 15:20   | Jugend Verfolgung (7,5 km)     | 11:00   | Jugend Verfolgung (10 km)     |
| 26. Februar | 14:15   | Juniorinnen Verfolgung (10 km) | 12:00   | Junioren Verfolgung (12,5 km) |
| 27. Februar | 13:45   | Staffel Jugend (3 × 6 km)      | 11:00   | Staffel Jugend (3 × 7,5 km)   |
| 28. Februar | 11:00   | Staffel Juniorinnen (3 × 6 km) | 14:00   | Staffel Junioren (4 × 7,5 km) |

## Ergebnisse Jugend männlich
| Rang | Name                  |
| ---- | --------------------- |
| 1    | Émilien Claude        |
| 2    | Serhij Telen          |
| 3    | Sivert Guttorm Bakken |
| 4    | Cedric Christille     |
| 5    | Kristijan Stojanow    |
| 6    | Danilo Riethmüller    |
| 7    | Patrick Braunhofer    |
| 8    | Peter Tumler          |
| 9    | Jakub Štvrtecký       |
| 10   | Przemysław Pancerz    |

| Rang | Name                        |
| ---- | --------------------------- |
| 1    | Émilien Claude              |
| 2    | Cedric Christille           |
| 3    | Danilo Riethmüller          |
| 4    | Said Karimulla Chalili      |
| 5    | Tuomas Harjula              |
| 6    | Sivert Guttorm Bakken       |
| 7    | Serhij Telen                |
| 8    | Vebjørn Sørum               |
| 9    | Jørgen Brendengen Krogsæter |
| 10   | Ilja Nowopaschin            |

| Rang | Name                        |
| ---- | --------------------------- |
| 1    | Léo Grandbois               |
| 2    | Said Karimulla Chalili      |
| 3    | Danilo Riethmüller          |
| 4    | Cedric Christille           |
| 5    | Kiryl Zjuryn                |
| 6    | Dsmitryj Lasouski           |
| 7    | Jørgen Brendengen Krogsæter |
| 8    | Tuomas Harjula              |
| 9    | Alex Cisar                  |
| 10   | Sebastian Stalder           |

| Rang | Name                                                                    |
| ---- | ----------------------------------------------------------------------- |
| 1    | NorwegenJørgen Brendengen Krogsæter Vebjørn Sørum Sivert Guttorm Bakken |
| 2    | RusslandAlexander Mjakonki Ilja Nowopaschin Said Karimulla Chalili      |
| 3    | BelarusKiryl Zjuryn Ilya Auseyenka Dsmitryj Lasouski                    |
| 4    | ItalienPatrick Braunhofer Peter Tumler Cedric Christille                |
| 5    | SchweizRobin Favre Niklas Hartweg Sebastian Stalder                     |
| 6    | FinnlandSanttu Panttila Otto Invenius Tuomas Harjula                    |
| 7    | SlowakeiLukáš Ottinger Samuel Hubač Matej Lepeň                         |
| 8    | TschechienDominik Štulík David Volek Tomáš Mikyska                      |
| 9    | ÖsterreichDominic Unterweger Andreas Hechenberger Magnus Oberhauser     |
| 10   | RumänienDaniel Munteanu Florin-Catalin Buta George Colțea               |

## Ergebnisse Jugend weiblich
| Rang | Name                     |
| ---- | ------------------------ |
| 1    | Irene Lardschneider      |
| 2    | Anna Gandler             |
| 3    | Samuela Comola           |
| 4    | Tais Vozelj              |
| 5    | Joanna Jakieła           |
| 6    | Kristina Jegorowa        |
| 7    | Marthe Kråkstad Johansen |
| 8    | Milena Todorowa          |
| 9    | Heidi Nikkinen           |
| 10   | Chrystyna Dmytrenko      |

| Rang | Name                     |
| ---- | ------------------------ |
| 1    | Irene Lardschneider      |
| 2    | Lou Jeanmonnot           |
| 3    | Samuela Comola           |
| 4    | Chloe Levins             |
| 5    | Chrystyna Dmytrenko      |
| 6    | Maija Keränen            |
| 7    | Jekaterina Sannikowa     |
| 8    | Anastassija Gorejewa     |
| 9    | Marthe Kråkstad Johansen |
| 10   | Milena Todorowa          |

| Rang | Name                 |
| ---- | -------------------- |
| 1    | Lou Jeanmonnot       |
| 2    | Kristina Jegorowa    |
| 3    | Elvira Öberg         |
| 4    | Jekaterina Sannikowa |
| 5    | Irene Lardschneider  |
| 6    | Darja Ijeropes       |
| 7    | Samuela Comola       |
| 8    | Tereza Vinklárková   |
| 9    | Chrystyna Dmytrenko  |
| 10   | Milena Todorowa      |

| Rang | Name                                                                |
| ---- | ------------------------------------------------------------------- |
| 1    | RusslandJekaterina Sannikowa Anastassija Gorejewa Kristina Jegorowa |
| 2    | NorwegenMarthe Kråkstad Johansen Marit Ishol Skogan Mari Wetterhus  |
| 3    | ItalienSamuela Comola Irene Lardschneider Martina Vigna             |
| 4    | FinnlandJenni Keränen Maija Keränen Heidi Nikkinen                  |
| 5    | UkraineLjubow Kypjatschenkowa Oksana Kowalenko Chrystyna Dmytrenko  |
| 6    | SlowenienTais Vozelj Nina Zadravec Nika Vindišar                    |
| 7    | SchweizAmy Baserga Flavia Barmettler Anja Fischer                   |
| 8    | BelarusDarja Ijeropes Natallja Karnizkaja Wijaleta Jeramej          |
| 9    | TschechienTereza Vinklárková Iva Křižovičová Veronika Macková       |
| 10   | SchwedenAmanda Lundström Elin Gustavsson Moa Olsson                 |

## Ergebnisse Junioren
| Rang | Name              |
| ---- | ----------------- |
| 1    | Igor Malinowski   |
| 2    | Kirill Strelzow   |
| 3    | Roman Jeremin     |
| 4    | Anton Smolski     |
| 5    | David Zobel       |
| 6    | Milan Žemlička    |
| 7    | Nikita Porschnew  |
| 8    | Sindre Pettersen  |
| 9    | Hugo Rivail       |
| 10   | Anton Dudtschenko |

| Rang | Name             |
| ---- | ---------------- |
| 1    | Igor Malinowski  |
| 2    | Sindre Pettersen |
| 3    | Anton Smolski    |
| 4    | Kirill Strelzow  |
| 5    | Milan Žemlička   |
| 6    | Roman Jeremin    |
| 7    | Nikita Porschnew |
| 8    | Nikita Lobastow  |
| 9    | David Zobel      |
| 10   | Morgan Lamure    |

| Rang | Name              |
| ---- | ----------------- |
| 1    | Sindre Pettersen  |
| 2    | David Zobel       |
| 3    | Nikita Lobastow   |
| 4    | Michael Trieb     |
| 5    | Ingus Deksnis     |
| 6    | Kirill Strelzow   |
| 7    | Patrick Jakob     |
| 8    | Tero Seppälä      |
| 9    | Milan Žemlička    |
| 10   | Anton Dudtschenko |

| Rang | Name                                                                                   |
| ---- | -------------------------------------------------------------------------------------- |
| 1    | RusslandNikita Lobastow Igor Malinowski Nikita Porschnew Kirill Strelzow               |
| 2    | NorwegenDag Sander Bjørndalen Johannes Dale Aleksander Fjeld Andersen Sindre Pettersen |
| 3    | DeutschlandJustus Strelow Danilo Riethmüller Dominik Schmuck David Zobel               |
| 4    | TschechienOndřej Šantora Jakub Procházka Jakub Štvrtecký Milan Žemlička                |
| 5    | FinnlandJaakko Ranta Vili Sormunen Tuukka Invenius Tero Seppälä                        |
| 6    | UkraineWitalij Trusch Taras Lessjuk Nasarij Zebrynskyj Anton Dudtschenko               |
| 7    | BelarusRaman Schynkewitsch Ihor Karpjuk Wadsim Radsjuk Anton Smolski                   |
| 8    | ÖsterreichPatrick Jakob Sebastian Trixl Michael Trieb Thomas Elsigan                   |
| 9    | ItalienLuca Ghiglione Michael Durand Paolo Rodigari Daniele Cappellari                 |
| 10   | FrankreichMorgan Lamure Félix Cottet-Puinel Émilien Claude Martin Perrillat-Bottonet   |

## Ergebnisse Juniorinnen
| Rang | Name                       |
| ---- | -------------------------- |
| 1    | Michela Carrara            |
| 2    | Ingrid Landmark Tandrevold |
| 3    | Myrtille Bègue             |
| 4    | Simone Kupfner             |
| 5    | Karoline Erdal             |
| 6    | Simona Maříková            |
| 7    | Urška Poje                 |
| 8    | Julia Simon                |
| 9    | Darija Blaschko            |
| 10   | Julia Schwaiger            |

| Rang | Name                       |
| ---- | -------------------------- |
| 1    | Walerija Wasnezowa         |
| 2    | Michela Carrara            |
| 3    | Ingrid Landmark Tandrevold |
| 4    | Anna Weidel                |
| 5    | Julia Simon                |
| 6    | Myrtille Bègue             |
| 7    | Karoline Erdal             |
| 8    | Darija Blaschko            |
| 9    | Sophia Schneider           |
| 10   | Kamila Żuk                 |

| Rang | Name                       |
| ---- | -------------------------- |
| 1    | Megan Bankes               |
| 2    | Julia Schwaiger            |
| 3    | Anna Weidel                |
| 4    | Vanessa Voigt              |
| 5    | Déborah Laffont            |
| 6    | Janina Hettich             |
| 7    | Hanna Sola                 |
| 8    | Darija Blaschko            |
| 9    | Julia Simon                |
| 10   | Ingrid Landmark Tandrevold |

| Rang | Name                                                             |
| ---- | ---------------------------------------------------------------- |
| 1    | NorwegenHilde Eide Karoline Erdal Ingrid Landmark Tandrevold     |
| 2    | DeutschlandVanessa Voigt Sophia Schneider Anna Weidel            |
| 3    | RusslandKristina Reszowa Jekaterina Moschkowa Walerija Wasnezowa |
| 4    | ÖsterreichTamara Steiner Julia Schwaiger Simone Kupfner          |
| 5    | FrankreichMyrtille Bègue Caroline Colombo Julia Simon            |
| 6    | BelarusDarija Blaschko Hanna Sola Dsinara Alimbekawa             |
| 7    | SlowenienUrška Poje Tina Mlakar Polona Klemenčič                 |
| 8    | KasachstanArina Pantowa Alina Slepenko Jelisaweta Beltschenko    |
| 9    | UkraineWalerija Dmytrenko Marijana Brykailo Anna Krywonos        |
| 10   | PolenKamila Żuk Kamila Cichoń Joanna Jakieła                     |